# اللغة التشاموروية
تشامورو  (بالتشامورو: Finu' Chamorro أو Chamoru) هو لغة أسترونيزية يتحدَّثُها حوالي 47,000 شخصًا (حوالي 35 ألفًا في غوام و حوالي 12 ألفًا في جزر ماريانا الشمالية). اللغة التشاموروية هي اللغة الأم المُستعملَة من قِبَل التشامورو -سكان أقاليم غوام وجزر ماريانا الشمالية الأمريكية الأصليِّين.

## المتحدثين

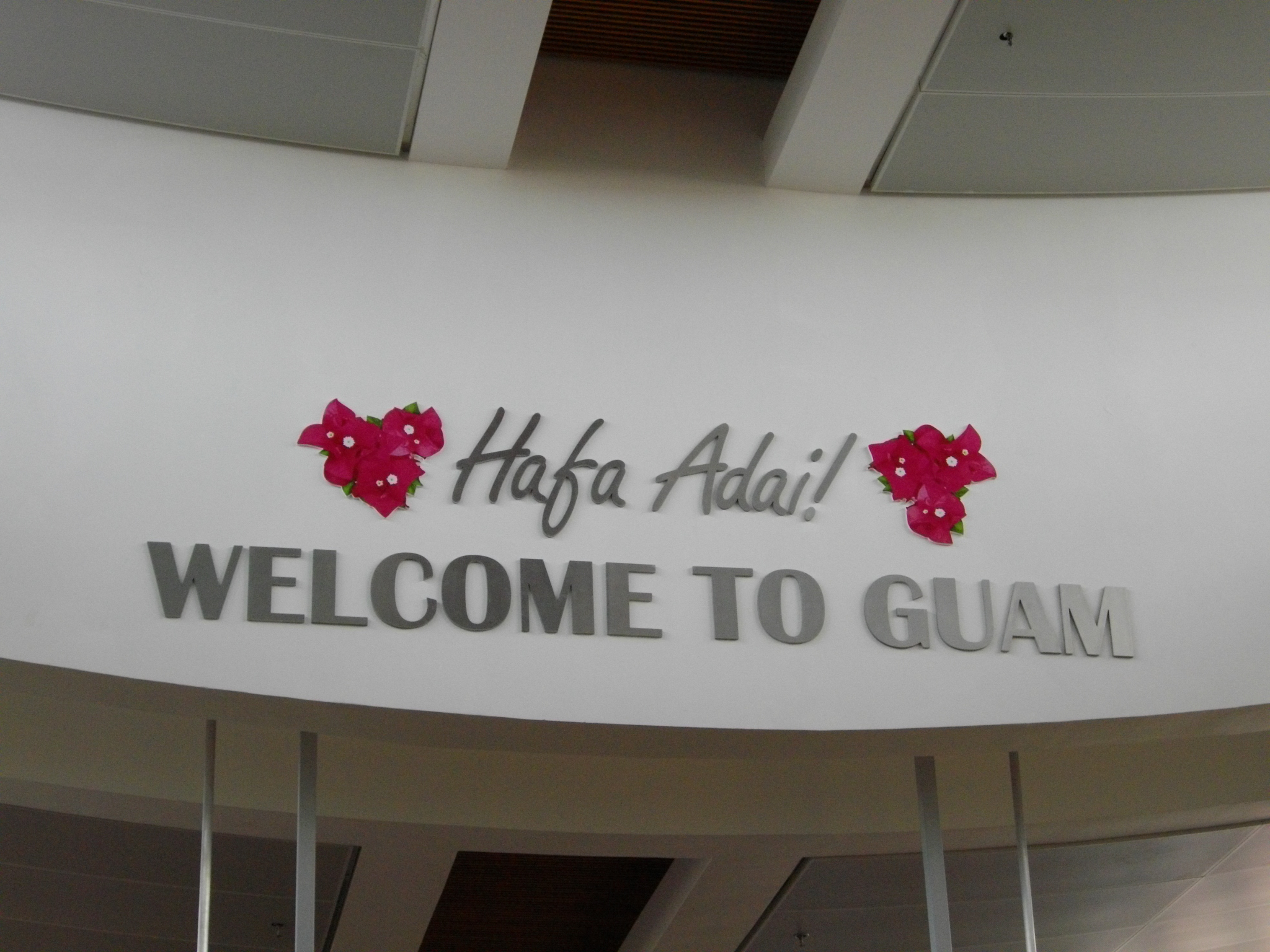
"علامةHafa Adai" في مطار أنتونيو بي وان بات الدولي في گوام

لغة الچامۆرُّۆ مهددة بالانقراض مع انخفاض حاد في عدد متحدثي اللغة بطلاقة خلال القرن الماضي. يُقدَّر أن 75% من سكان گوام كانوا قادرين على القراءة والكتابة بلغة الچامۆرُّۆ اللغة في حوالي الوقت الذي استولت فيه الولايات المتحدة على الجزيرة خلال الحرب الأمريكية الإسبانية (لا توجد تقدريات مُماثلة لجزر ماريانا لنفس هذا الوقت).بعد قرنٍ، تعداد الولايات المُتحدة لعام 2000 أظهر أن أقل من 20% من الچامۆرُّۆ الذين يعيشون في گوام قادرون على التحدث بلغتهم التراثية بطلاقة، وأغلبيَّة هؤلاء كانوا فوق سن الـ55.

## الفونولوجيا
| شفوي          | سنِّي/ لثوي | غاري | طبقي   | حنجري |
| ------------- | --------- | ---- | ------ | ----- |
| موقوف فموي    | p b       | t d  | k ɡ ɡʷ | ʔ     |
| أنفي          | m         | n    | ɲ      | ŋ     |
| احتكاكي       | f         | s    | h      |       |
| موقوف احتكاكي | t̪͡s̪ d̪͡z̪     |      |        |       |
| انقلابي       | ɾ~ɻ       |      |        |       |
| شبه صامت      | l         |      |        |       |